# Chad Wackerman
Chad Wackerman est un batteur américain, né le 25 mars 1960 à Long Beach, en Californie. Il est principalement connu pour avoir accompagné Frank Zappa de septembre 1981 à juin 1988. C'est le grand frère, de 17 ans plus âgé, de Brooks Wackerman, le batteur actuel du groupe de métal américain Avenged Sevenfold.
Il a également participé à de nombreux albums du guitariste anglais Allan Holdsworth.

## Discographie

### Avec Frank Zappa
- Ship Arriving Too Late to Save a Drowning Witch (1982)
- The Man from Utopia (1983)
- London Symphony Orchestra, Vol. 1 (1983)
- Them or Us (1984)
- Thing-Fish (1984)
- We're Only in It for the Money (1984 - nouvelles pistes de batterie - voir Lumpy Money)
- Cruising with Ruben & the Jets (1984 - nouvelles pistes de batterie)
- Lumpy Gravy (1984 - nouvelles pistes de batterie - voir Lumpy Money)
- Frank Zappa Meets the Mothers of Prevention (1985)
- Does Humor Belong in Music? (1986)
- Jazz from Hell (batterie sur St. Etienne - 1986)
- Uncle Meat (batterie sur Tengo Na Minchia Tanta, édition CD de 1987)
- London Symphony Orchestra, Vol. 2 (1987)
- Guitar (1988)
- You Can't Do That on Stage Anymore, Vol. 1 (1988)
- Broadway the Hard Way (1988)
- You Can't Do That on Stage Anymore, Vol. 3 (1989)
- The Best Band You Never Heard in Your Life (1991)
- Make a Jazz Noise Here (1991)
- You Can't Do That on Stage Anymore, Vol. 4 (1991)
- Sleep Dirt (nouvelles pistes de batterie, édition CD de 1991)
- You Can't Do That on Stage Anymore, Vol. 5 (1992)
- You Can't Do That on Stage Anymore, Vol. 6 (1992)
- Läther (sur Re-gyptian Strut (1993) - édition CD de 1996)
- Have I Offended Someone? (1997)
- Trance-Fusion (2006)
- The Dub Room Special! (2007)
- One Shot Deal (2008)